# Oz (группа)
Oz — финская хеви-метал-группа, основанная в 1977 году в городе Наккила. В состав группы первоначально входили: вокалист Ээро Хямяляйнен, гитарист Кари Эло, басист Тауно Вайаваара и ударник Пекка Марк. Дебютный альбом был выпущен в 1982 году. Всего было выпущено пять альбомов, последний из которых, Roll The Dice, вышел в 1991 году. В том же году группа распалась.

## Состав

### Финальный состав (1990—1991)
- Ээро Хямяляйнен (Ape De Martinez): вокал
- Михель Лундхольм: гитара
- Фредерик Тёрнхольм: бас-гитара
- Йорген Челандер: клавишные
- Пекка Марк (Mark Ruffneck): ударные

## Дискография

### Студийные альбомы
- 1982 Heavy Metal Heroes
- 1983 Fire in the Brain
- 1984 III Warning
- 1986 Decibel Storm
- 1991 Roll the Dice

### Мини-альбомы
- 1984 Turn the Cross Upside Down

### Синглы
- 1982 Second-Hand Lady/Rather Knight

### Сборники
- 1984 Scandinavian Metal Attack